# Wybory parlamentarne w Niemczech w 1957 roku
Wybory do niższej izby parlamentu Republiki Federalnej Niemiec (Bundestagu), odbyły się 15 września 1957 roku. Konrad Adenauer pozostał kanclerzem, tworząc koalicję pomiędzy CDU/CSU a DP. 

## Wyniki wyborów
| Partia                                  | Głosy      | %      | Zmiana | Miejsca | Zmiana | % miejsc |
| --------------------------------------- | ---------- | ------ | ------ | ------- | ------ | -------- |
| Christlich-Demokratische Union          | 11,875,339 | 39.71% | +3.3%  | 215     | +24    | 43.2%    |
| Christlich-Soziale Union                | 3,133,060  | 10.48% | +1.7%  | 55      | +3     | 11.1%    |
| Deutsche Partei                         | 1,062,293  | 3.55%  | +0.1%  | 17      | +2     | 3.4%     |
| Sozialdemokratische Partei Deutschlands | 9,495,571  | 31.75% | +2.91% | 169     | +18    | 34.0%    |
| Freie Demokratische Partei              | 2,307,135  | 7.71%  | -1.83% | 41      | -7     | 8.2%     |
| Inne partie                             | 2,032,030  | 6.79%  |        | 0       |        | 0.0%     |
| Razem                                   | 29,905,428 | 100.0% |        | 497     | +10    | 100.0%   |